# Burlington Arcade

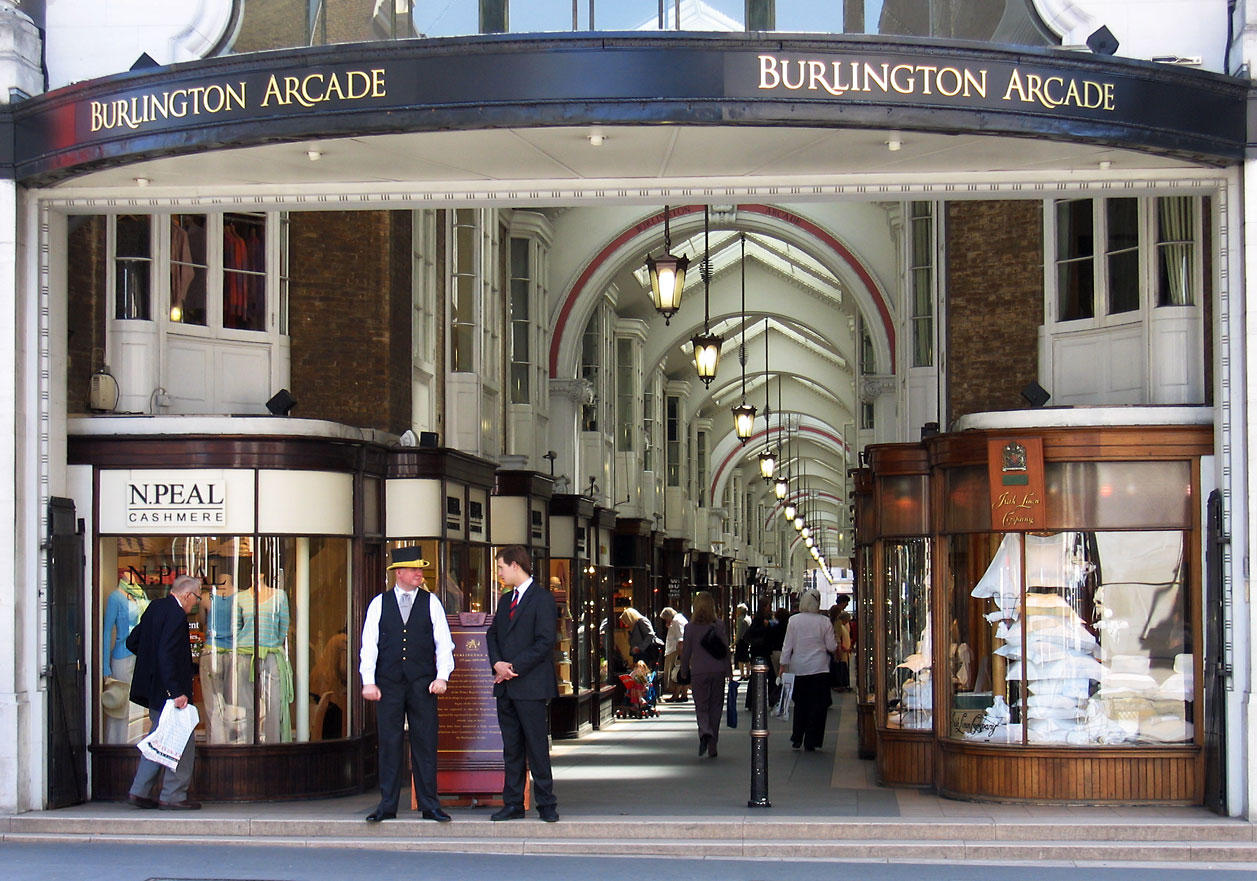
Entrée nord sur Vigo Street, avec un bedeau.

Burlington Arcade est une galerie marchande de Londres située à proximité de Burlington House, siège de la Royal Academy. Parallèle à Old Bond Street, elle part de Piccadilly et se termine à Vigo Street. Ouverte en 1818, la galerie ne regroupe pas moins de 41 magasins haut de gamme : joaillerie, bijouterie, mode.
C'est une propriété privée surveillée par des « Beadles » revêtus à l'« ancienne », en haut de forme et redingote. Ce mot Beadles vient du vieux français bedel qui signifiait "auxiliaire de justice", et qu'il n'est donc pas approprié de traduire par le mot « bedeaux » en français moderne car ce mot a désormais uniquement un sens religieux. Le rôle des « Beadles » est d'empêcher les promeneurs de chanter, siffler, courir, tenir un parapluie ouvert ou porter des paquets encombrants dans Burlington Arcade.

## Voir également
- Princes Arcade - arcade à proximité allant également de Piccadilly à Jermyn Street
- Piccadilly Arcade - arcade sur le côté opposé de Piccadilly